# Saison NBA 1995-1996
Navigation
Saison 1994-1995 Saison 1996-1997
La saison 1995-1996 de la NBA est la 47e saison de la National Basketball Association (la 50e en comptant les trois saisons de BAA). Les Bulls de Chicago remportent le titre de la NBA en battant en Finale les  SuperSonics de Seattle par 4 victoires à 2.

## Faits notables
- Michael Jordan devient le premier à remporter le titre de  MVP de la finale de la NBA par 4 fois.
- Les Bulls de Chicago battent le record du nombre de victoires et du pourcentage de victoire en NBA : 72 victoires pour 10 défaites.
- les Celtics de Boston jouent leur premier match au Fleet Center, devenu aujourd"hui le TD Banknorth Garden.
- Les SuperSonics de Seattle jouent leur premier match à la  Key Arena.
- Les Trail Blazers de Portland jouent leur premier match à la Rose Garden Arena.
- Magic Johnson revient aux Lakers de Los Angeles pour jouer 32 matchs avant de partir en retraite de nouveau.
- Le NBA All-Star Game s'est joué au Alamodome à San Antonio, dans lequel les All-Star de l'Est se sont imposés face aux All-Star de l'Ouest sur le score de 129 à 118.
- Michael Jordan fut élu Most Valuable Player du All-Star Game.
- Les Philadelphia 76ers jouent leur dernier match au Wachovia Spectrum alias The Spectrum son ancien nom.
- 8e titre de meilleur marqueur NBA pour Michael Jordan et autant de saison à plus de 30 points de moyenne, double record NBA.
- 5e titre de meilleur rebondeur consécutif pour Dennis Rodman qui égale la performance de Moses Malone.
- 9e titre consécutif de meilleur passeur NBA pour John Stockton qui bat le record de Bob Cousy (8).
- Dikembe Mutombo devient le premier joueur de l'histoire à être meilleur contreur NBA durant trois saisons consécutives.
- Gregg Popovich s'assoit pour la première fois sur le banc des San Antonio Spurs

## Classements de la saison régulière
| Champion de division | Qualifié pour les playoffs | Non qualifié pour les playoffs |

### Par division
| Division Atlantique   | V  | D  | PCT  | GB |
| --------------------- | -- | -- | ---- | -- |
| Magic d'Orlando       | 60 | 22 | 73.2 | -  |
| Knicks de New York    | 47 | 35 | 57.3 | 13 |
| Heat de Miami         | 42 | 40 | 51.2 | 18 |
| Bullets de Washington | 39 | 43 | 47.6 | 21 |
| Celtics de Boston     | 33 | 49 | 40.2 | 27 |
| Nets du New Jersey    | 30 | 52 | 36.6 | 30 |
| 76ers de Philadelphie | 18 | 64 | 22.0 | 42 |

| Division Centrale      | V  | D  | PCT  | GB |
| ---------------------- | -- | -- | ---- | -- |
| Bulls de Chicago C     | 72 | 10 | 87.8 | -  |
| Pacers de l'Indiana    | 52 | 30 | 63.4 | 20 |
| Cavaliers de Cleveland | 47 | 35 | 57.3 | 25 |
| Hawks d'Atlanta        | 46 | 36 | 56.1 | 26 |
| Pistons de Détroit     | 46 | 36 | 56.1 | 26 |
| Hornets de Charlotte   | 41 | 41 | 50.0 | 31 |
| Bucks de Milwaukee     | 25 | 57 | 30.5 | 47 |
| Raptors de Toronto     | 21 | 61 | 25.6 | 51 |

| Division Midwest          | V  | D  | PCT  | GB |
| ------------------------- | -- | -- | ---- | -- |
| Spurs de San Antonio      | 59 | 23 | 72.0 | -  |
| Jazz de l'Utah            | 55 | 27 | 67.1 | 4  |
| Rockets de Houston        | 48 | 34 | 58.5 | 11 |
| Nuggets de Denver         | 35 | 47 | 42.7 | 24 |
| Timberwolves du Minnesota | 26 | 56 | 31.7 | 33 |
| Mavericks de Dallas       | 26 | 56 | 31.7 | 33 |
| Grizzlies de Vancouver    | 15 | 67 | 18.3 | 44 |

| Division Pacifique        | V  | D  | PCT  | GB |
| ------------------------- | -- | -- | ---- | -- |
| SuperSonics de Seattle    | 64 | 18 | 78.0 | -  |
| Lakers de Los Angeles     | 53 | 29 | 64.6 | 11 |
| Trail Blazers de Portland | 44 | 38 | 53.7 | 20 |
| Suns de Phoenix           | 41 | 41 | 50.0 | 23 |
| Kings de Sacramento       | 39 | 43 | 47.6 | 25 |
| Warriors de Golden State  | 36 | 46 | 43.9 | 28 |
| Clippers de Los Angeles   | 29 | 53 | 35.4 | 35 |

### Par conférence
| Conférence Est | Conférence Est         | Conférence Est | Conférence Est | Conférence Est |
| No             | Franchise              | Vic.           | Déf.           | PCT            |
| -------------- | ---------------------- | -------------- | -------------- | -------------- |
| 1              | Bulls de Chicago C     | 72             | 10             | 87.8           |
| 2              | Magic d'Orlando        | 60             | 22             | 73.2           |
| 3              | Pacers de l'Indiana    | 52             | 30             | 63.4           |
| 4              | Cavaliers de Cleveland | 47             | 35             | 57.3           |
| 5              | Knicks de New York     | 47             | 35             | 57.3           |
| 6              | Hawks d'Atlanta        | 46             | 36             | 56.1           |
| 7              | Pistons de Détroit     | 46             | 36             | 56.1           |
| 8              | Heat de Miami          | 42             | 40             | 51.2           |
|                |                        |                |                |                |
| 9              | Hornets de Charlotte   | 41             | 41             | 50.0           |
| 10             | Bullets de Washington  | 39             | 43             | 47.6           |
| 11             | Celtics de Boston      | 33             | 49             | 40.2           |
| 12             | Nets du New Jersey     | 30             | 52             | 36.6           |
| 13             | Bucks de Milwaukee     | 25             | 57             | 30.5           |
| 14             | Raptors de Toronto     | 21             | 61             | 25.6           |
| 15             | 76ers de Philadelphie  | 18             | 64             | 22.0           |

| Conférence Ouest | Conférence Ouest          | Conférence Ouest | Conférence Ouest | Conférence Ouest |
| No               | Franchise                 | Vic.             | Déf.             | PCT              |
| ---------------- | ------------------------- | ---------------- | ---------------- | ---------------- |
| 1                | SuperSonics de Seattle    | 64               | 18               | 78.0             |
| 2                | Spurs de San Antonio      | 59               | 23               | 72.0             |
| 3                | Jazz de l'Utah            | 55               | 27               | 67.1             |
| 4                | Lakers de Los Angeles     | 53               | 29               | 64.6             |
| 5                | Rockets de Houston        | 48               | 34               | 58.5             |
| 6                | Trail Blazers de Portland | 44               | 38               | 53.7             |
| 7                | Suns de Phoenix           | 41               | 41               | 50.0             |
| 8                | Kings de Sacramento       | 39               | 43               | 47.6             |
|                  |                           |                  |                  |                  |
| 9                | Warriors de Golden State  | 36               | 46               | 43.9             |
| 10               | Nuggets de Denver         | 35               | 47               | 42.7             |
| 11               | Clippers de Los Angeles   | 29               | 53               | 35.4             |
| 12               | Timberwolves du Minnesota | 26               | 56               | 31.7             |
| 13               | Mavericks de Dallas       | 26               | 56               | 31.7             |
| 14               | Grizzlies de Vancouver    | 15               | 67               | 18.3             |

C - Champions NBA

## Playoffs
|  | 1er tour         | 1er tour              | 1er tour               |   |                        | Demi-finales de Conférence | Demi-finales de Conférence | Demi-finales de Conférence |  |   | Finales de Conférence  | Finales de Conférence | Finales de Conférence |  |    | Finales NBA      | Finales NBA | Finales NBA |
|  |                  |                       |                        |   |                        |                            |                            |                            |  |   |                        |                       |                       |  |    |                  |             |             |
|  | 1                | Bulls de Chicago      | 3                      |   |                        |                            |                            |                            |  |   |                        |                       |                       |  |    |                  |             |             |
|  | 8                | Heat de Miami         | 0                      |   |                        |                            |                            |                            |  |   |                        |                       |                       |  |    |                  |             |             |
|  | 8                | Heat de Miami         | 0                      |   | 1                      | Bulls de Chicago           | 4                          |                            |  |   |                        |                       |                       |  |    |                  |             |             |
|  |                  |                       |                        |   | 1                      | Bulls de Chicago           | 4                          |                            |  |   |                        |                       |                       |  |    |                  |             |             |
|  |                  | 5                     | Knicks de New York     | 1 |                        |                            |                            |                            |  |   |                        |                       |                       |  |    |                  |             |             |
|  | 4                | 5                     | Knicks de New York     | 1 | Cavaliers de Cleveland | 0                          |                            |                            |  |   |                        |                       |                       |  |    |                  |             |             |
|  | 4                |                       |                        |   | Cavaliers de Cleveland | 0                          |                            |                            |  |   |                        |                       |                       |  |    |                  |             |             |
|  | 5                | Knicks de New York    | 3                      |   |                        |                            |                            |                            |  |   |                        |                       |                       |  |    |                  |             |             |
|  | 5                | Knicks de New York    | 3                      |   |                        |                            |                            |                            |  | 1 | Bulls de Chicago       | 4                     |                       |  |    |                  |             |             |
|  | Conférence Est   |                       |                        |   |                        |                            |                            |                            |  | 1 | Bulls de Chicago       | 4                     |                       |  |    |                  |             |             |
|  |                  | 2                     | Magic d'Orlando        | 0 |                        |                            |                            |                            |  |   |                        |                       |                       |  |    |                  |             |             |
|  | 3                | 2                     | Magic d'Orlando        | 0 | Pacers de l'Indiana    | 2                          |                            |                            |  |   |                        |                       |                       |  |    |                  |             |             |
|  | 3                |                       |                        |   | Pacers de l'Indiana    | 2                          |                            |                            |  |   |                        |                       |                       |  |    |                  |             |             |
|  | 6                | Hawks d'Atlanta       | 3                      |   |                        |                            |                            |                            |  |   |                        |                       |                       |  |    |                  |             |             |
|  | 6                | Hawks d'Atlanta       | 3                      |   | 6                      | Hawks d'Atlanta            | 1                          |                            |  |   |                        |                       |                       |  |    |                  |             |             |
|  |                  |                       |                        |   | 6                      | Hawks d'Atlanta            | 1                          |                            |  |   |                        |                       |                       |  |    |                  |             |             |
|  |                  | 2                     | Magic d'Orlando        | 4 |                        |                            |                            |                            |  |   |                        |                       |                       |  |    |                  |             |             |
|  | 2                | 2                     | Magic d'Orlando        | 4 | Magic d'Orlando        | 3                          |                            |                            |  |   |                        |                       |                       |  |    |                  |             |             |
|  | 2                |                       |                        |   | Magic d'Orlando        | 3                          |                            |                            |  |   |                        |                       |                       |  |    |                  |             |             |
|  | 7                | Pistons de Détroit    | 0                      |   |                        |                            |                            |                            |  |   |                        |                       |                       |  |    |                  |             |             |
|  | 7                | Pistons de Détroit    | 0                      |   |                        |                            |                            |                            |  |   |                        |                       |                       |  | E1 | Bulls de Chicago | 4           |             |
|  |                  |                       |                        |   |                        |                            |                            |                            |  |   |                        |                       |                       |  | E1 | Bulls de Chicago | 4           |             |
|  |                  | O1                    | SuperSonics de Seattle | 2 |                        |                            |                            |                            |  |   |                        |                       |                       |  |    |                  |             |             |
|  | 1                | O1                    | SuperSonics de Seattle | 2 | SuperSonics de Seattle | 3                          |                            |                            |  |   |                        |                       |                       |  |    |                  |             |             |
|  | 1                |                       |                        |   | SuperSonics de Seattle | 3                          |                            |                            |  |   |                        |                       |                       |  |    |                  |             |             |
|  | 8                | Sacramento Kings      | 1                      |   |                        |                            |                            |                            |  |   |                        |                       |                       |  |    |                  |             |             |
|  | 8                | Sacramento Kings      | 1                      |   | 1                      | SuperSonics de Seattle     | 4                          |                            |  |   |                        |                       |                       |  |    |                  |             |             |
|  |                  |                       |                        |   | 1                      | SuperSonics de Seattle     | 4                          |                            |  |   |                        |                       |                       |  |    |                  |             |             |
|  |                  | 5                     | Rockets de Houston     | 0 |                        |                            |                            |                            |  |   |                        |                       |                       |  |    |                  |             |             |
|  | 4                | 5                     | Rockets de Houston     | 0 | Lakers de Los Angeles  | 1                          |                            |                            |  |   |                        |                       |                       |  |    |                  |             |             |
|  | 4                |                       |                        |   | Lakers de Los Angeles  | 1                          |                            |                            |  |   |                        |                       |                       |  |    |                  |             |             |
|  | 5                | Rockets de Houston    | 3                      |   |                        |                            |                            |                            |  |   |                        |                       |                       |  |    |                  |             |             |
|  | 5                | Rockets de Houston    | 3                      |   |                        |                            |                            |                            |  | 1 | SuperSonics de Seattle | 4                     |                       |  |    |                  |             |             |
|  | Conférence Ouest |                       |                        |   |                        |                            |                            |                            |  | 1 | SuperSonics de Seattle | 4                     |                       |  |    |                  |             |             |
|  |                  | 3                     | Jazz de l'Utah         | 3 |                        |                            |                            |                            |  |   |                        |                       |                       |  |    |                  |             |             |
|  | 3                | 3                     | Jazz de l'Utah         | 3 | Jazz de l'Utah         | 3                          |                            |                            |  |   |                        |                       |                       |  |    |                  |             |             |
|  | 3                |                       |                        |   | Jazz de l'Utah         | 3                          |                            |                            |  |   |                        |                       |                       |  |    |                  |             |             |
|  | 6                | Portland TrailBlazers | 2                      |   |                        |                            |                            |                            |  |   |                        |                       |                       |  |    |                  |             |             |
|  | 6                | Portland TrailBlazers | 2                      |   | 3                      | Jazz de l'Utah             | 4                          |                            |  |   |                        |                       |                       |  |    |                  |             |             |
|  |                  |                       |                        |   | 3                      | Jazz de l'Utah             | 4                          |                            |  |   |                        |                       |                       |  |    |                  |             |             |
|  |                  | 2                     | Spurs de San Antonio   | 2 |                        |                            |                            |                            |  |   |                        |                       |                       |  |    |                  |             |             |
|  | 2                | 2                     | Spurs de San Antonio   | 2 | Spurs de San Antonio   | 3                          |                            |                            |  |   |                        |                       |                       |  |    |                  |             |             |
|  | 2                |                       |                        |   | Spurs de San Antonio   | 3                          |                            |                            |  |   |                        |                       |                       |  |    |                  |             |             |
|  | 7                | Suns de Phoenix       | 1                      |   |                        |                            |                            |                            |  |   |                        |                       |                       |  |    |                  |             |             |

## Leaders de la saison régulière
| Catégorie                      | Joueur             | Équipe                 | Stat   |
| ------------------------------ | ------------------ | ---------------------- | ------ |
| Points par match               | Michael Jordan     | Bulls de Chicago       | 30,4   |
| Rebonds par match              | Dennis Rodman      | Bulls de Chicago       | 14,9   |
| Assists par match              | John Stockton      | Jazz de l'Utah         | 11,2   |
| Steals par match               | Gary Payton        | SuperSonics de Seattle | 2,9    |
| Blocks par match               | Dikembe Mutombo    | Nuggets de Denver      | 4,5    |
| Pourcentage aux tirs           | Gheorghe Muresan   | Bullets de Washington  | 58,4 % |
| Pourcentage à 3 points         | Tim Legler         | Bullets de Washington  | 52,2 % |
| Pourcentage aux lancers-francs | Mahmoud Abdul-Rauf | Nuggets de Denver      | 93,0 % |

## Récompenses individuelles
- Most Valuable Player : Michael Jordan, Chicago Bulls
- Rookie of the Year : Damon Stoudamire, Toronto Raptors
- Defensive Player of the Year : Gary Payton, Seattle SuperSonics
- Sixth Man of the Year : Toni Kukoč, Chicago Bulls
- Most Improved Player : Gheorghe Mureşan, Washington Bullets
- Coach of the Year : Phil Jackson, Chicago Bulls
- Executive of the Year : Jerry Krause, Chicago Bulls
- NBA Sportsmanship Award : Joe Dumars, Detroit Pistons
- J.Walter Kennedy Sportsmanship Award : Chris Dudley, Portland Trail Blazers

- All-NBA First Team :
  - Karl Malone, Utah Jazz
  - Scottie Pippen, Chicago Bulls
  - David Robinson, San Antonio Spurs
  - Michael Jordan, Chicago Bulls
  - Anfernee Hardaway, Orlando Magic

- All-NBA Second Team :
  - Shawn Kemp, Seattle SuperSonics
  - Grant Hill, Detroit Pistons
  - Hakeem Olajuwon, Houston Rockets
  - Gary Payton, Seattle SuperSonics
  - John Stockton, Utah Jazz

- All-NBA Third Team :
  - Charles Barkley, Phoenix Suns
  - Juwan Howard, Washington Bullets
  - Shaquille O'Neal, Orlando Magic
  - Mitch Richmond, Sacramento Kings
  - Reggie Miller, Indiana Pacers

- NBA All-Defensive First Team :
  - Dennis Rodman, Chicago Bulls
  - Scottie Pippen, Chicago Bulls
  - David Robinson, San Antonio Spurs
  - Michael Jordan, Chicago Bulls
  - Gary Payton, Seattle SuperSonics

- NBA All-Defensive Second Team :
  - Horace Grant, Orlando Magic
  - Derrick McKey, Indiana Pacers
  - Hakeem Olajuwon, Houston Rockets
  - Bobby Phills, Cleveland Cavaliers
  - Mookie Blaylock, Hawks d'Atlanta

- NBA All-Rookie First Team :
  - Damon Stoudamire, Toronto Raptors
  - Joe Smith, Golden State Warriors
  - Jerry Stackhouse, Philadelphia 76ers
  - Antonio McDyess, Denver Nuggets
  - Arvydas Sabonis, Portland TrailBlazers
  - Michael Finley, Phoenix Suns

- NBA All-Rookie Second Team :
  - Rasheed Wallace, Washington Bullets
  - Kevin Garnett, Minnesota Timberwolves
  - Bryant Reeves, Vancouver Grizzlies
  - Brent Barry, Los Angeles Clippers
  - Tyus Edney, Sacramento Kings

- MVP des Finales : Michael Jordan, Chicago Bulls